# De boca en boca (álbum)
De Boca En Boca es el nombre del primer álbum de estudio del rapero mexicano Don Aero. El álbum fue lanzado el 26 de agosto de 2014 por Mastered Trax Latino.
El álbum cuenta con 19 canciones e incluye colaboraciones con los artistas: Crooked Stilo, DJ Tijuas, Giflow & Aktomik Flow, Refye El Demonio, Tito Playas, RBL, Danger y C-Kan.

## Producción y Sonido
El álbum tiene un sonido único, lleno de la esencia del hip hop, buenas lirikas y un sonido detallado en cada vocal e instrumento, que compite con cualquier producción de los mejores estidios. el álbum tiene una mejor producción en cuanto instrumentales y letras en comparación con su álbum anterior El Renacimiento.

## Lista de canciones
| N.º   | Título                                                | Duración |  |
| 1.    | «Mira Lo Que Hice»                                    | 3:20     |  |
| 2.    | «Es Que No Saben Pues»                                | 2:43     |  |
| 3.    | «Lo Que Pasa Por Ahí»                                 | 3:16     |  |
| 4.    | «Me Gustas Tanto Skit»                                | 1:06     |  |
| 5.    | «Me Gustas»                                           | 3:23     |  |
| 6.    | «Mi Emblema» (feat. DJ Tijuas)                        | 2:54     |  |
| 7.    | «No Se Contratan Payasos» (feat. Giflow, Actomicflow) | 4:16     |  |
| 8.    | «Me Volvieron A Tirar» (feat. Refye El Demonio)       | 3:26     |  |
| 9.    | «De Boca En Boca» (feat. DJ Tijuas)                   | 3:58     |  |
| 10.   | «No Entenderias» (feat. Gera MXM)                     | 3:40     |  |
| 11.   | «Tu Mejor Amigo»                                      | 3:05     |  |
| 12.   | «Uno A Uno (Skit)»                                    | 1:14     |  |
| 13.   | «Me Gustaría»                                         | 4:00     |  |
| 14.   | «Mi Ejército» (feat. Crooked Stilo)                   | 3:57     |  |
| 15.   | «Canival»                                             | 3:53     |  |
| 16.   | «En Secreto» (feat. Tito Playaz, RBL)                 | 3:23     |  |
| 17.   | «Lo Nuestro»                                          | 3:12     |  |
| 18.   | «Bang» (feat. C-Kan)                                  | 3:06     |  |
| 19.   | «Te Guste O No» (feat. Danger)                        | 4:09     |  |
| 59:21 |                                                       |          |  |